# Lazaraskeïta
La lazaraskeïta és un mineral de la classe dels minerals orgànics. Rep el nom en honor de Warren Lazar i la seva dona Beverly Raskin Ross, qui van proporcionr els primers exemplars per a l'estudi d'aquesta espècie.

## Característiques
La lazaraskeïta és un mineral de fórmula química Cu(C₂H₃O₃)₂. Va ser aprovada com a espècie vàlida per l'Associació Mineralògica Internacional l'any 2019, sent publicada per primera vegada el 2022. Cristal·litza en el sistema monoclínic. La seva duresa a l'escala de Mohs és 2.
Les mostres que van servir per a determinar l'espècie, el que es coneix com a material tipus, es troben conservades al Museu Mineral de la Universitat d'Arizona, a Tucson (Arizona), amb el número de catàleg: 22052, i al projecte RRUFF, amb el número de dipòsit: r180026.

## Formació i jaciments
Va ser descoberta a Western end, a la serralada de Pusch, dins el Comtat de Pima (Arizona, Estats Units), on es troba en forma de cristalls euèdrics de fins a 0,8 mm. Aquest indret és l'únic a tot el planeta on ha estat descrita aquesta espècie mineral.